# Salans
Salans és un municipi francès situat al departament del Jura i a la regió de Borgonya - Franc Comtat. L'any 2007 tenia 569 habitants.

## Demografia

### Població
El 2007 la població de fet de Salans era de 569 persones. Hi havia 204 famílies de les quals 49 eren unipersonals (4 homes vivint sols i 45 dones vivint soles), 61 parelles sense fills, 86 parelles amb fills i 8 famílies monoparentals amb fills.
La població ha evolucionat segons el següent gràfic:
Habitants censats

### Habitatges
El 2007 hi havia 223 habitatges, 212 eren l'habitatge principal de la família i 11 eren segones residències. 208 eren cases i 14 eren apartaments. Dels 212 habitatges principals, 178 estaven ocupats pels seus propietaris, 28 estaven llogats i ocupats pels llogaters i 6 estaven cedits a títol gratuït; 3 tenien dues cambres, 16 en tenien tres, 43 en tenien quatre i 149 en tenien cinc o més. 176 habitatges disposaven pel capbaix d'una plaça de pàrquing. A 71 habitatges hi havia un automòbil i a 124 n'hi havia dos o més.

### Piràmide de població
La piràmide de població per edats i sexe el 2009 era:
| Homes | Edats   | Dones |
| ----- | ------- | ----- |
| 0     | 95 o +  | 0     |
| 0     | 90 a 94 | 0     |
| 0     | 85 a 89 | 8     |
| 0     | 80 a 84 | 0     |
| 0     | 75 a 79 | 4     |
| 8     | 70 a 74 | 20    |
| 8     | 65 a 69 | 8     |
| 4     | 60 a 64 | 12    |
| 12    | 55 a 59 | 8     |
| 28    | 50 a 54 | 20    |
| 12    | 45 a 49 | 8     |
| 12    | 40 a 44 | 24    |
| 36    | 35 a 39 | 20    |
| 12    | 30 a 34 | 20    |
| 4     | 25 a 29 | 8     |
| 4     | 20 a 24 | 8     |
| 32    | 15 a 19 | 12    |
| 28    | 10 a 14 | 12    |
| 12    | 5 a 9   | 16    |
| 8     | 0 a 4   | 12    |

## Economia
El 2007 la població en edat de treballar era de 358 persones, 281 eren actives i 77 eren inactives. De les 281 persones actives 261 estaven ocupades (139 homes i 122 dones) i 20 estaven aturades (9 homes i 11 dones). De les 77 persones inactives 35 estaven jubilades, 25 estaven estudiant i 17 estaven classificades com a «altres inactius».

### Ingressos
El 2009 a Salans hi havia 211 unitats fiscals que integraven 575 persones, la mediana anual d'ingressos fiscals per persona era de 19.737 €.

### Activitats econòmiques
Dels 7 establiments que hi havia el 2007, 2 eren d'empreses de fabricació d'altres productes industrials, 3 d'empreses de construcció, 1 d'una empresa d'hostatgeria i restauració i 1 d'una empresa de serveis.
Dels 2 establiments de servei als particulars que hi havia el 2009, 1 era un paleta i 1 lampisteria.
L'any 2000 a Salans hi havia 6 explotacions agrícoles que ocupaven un total de 186 hectàrees.

## Equipaments sanitaris i escolars
El 2009 hi havia una escola elemental.

## Poblacions més properes
El següent diagrama mostra les poblacions més properes.